# Nuance
Eine Nuance (von frz. nuance [ny.ɑ̃s], „Schattierung; Kleinigkeit; Abstufung; Feinheit“) ist eine kleine, oft kaum bemerkbare Abstufung oder eine qualitative Änderung innerhalb eines Kontinuums oder innerhalb einer geordneten Menge von ähnlichen Elementen. Beispielsweise gibt es Bedeutungsnuancen, Farbnuancen, Geschmacksnuancen und Tonnuancen.

## Bedeutungsnuance
Bedeutungsnuancen treten oft bei Synonymen auf. Synonyme sind nicht exakt von gleicher Bedeutung, sondern haben einen kleinen, aber wesentlichen Unterschied. So werden die Wörter „umsonst“ und „kostenlos“ weitgehend synonym gebraucht, das gilt aber nur im Zusammenhang mit dem Preis. „Umsonst“ hat eine weitergehende Bedeutung und heißt auch „vergeblich“.
Eine leichte Bedeutungsnuance kann sich auch bei sonst gleichbedeutenden Sätzen bei unterschiedlichen grammatischen Formen ergeben. So heißt „Ich gehe morgen ins Kino“ das Gleiche wie „Ich werde morgen ins Kino gehen“. Allerdings kann, regional unterschiedlich, eine Bedeutungsnuance eintreten in der Sicherheit, mit der das Vorhaben durchgeführt werden soll. Bedeutungsnuancen können auch durch unterschiedliche Betonung bei sonst gleichen Sätzen auftreten:
- Ich werde morgen ins Kino gehen – hebt die Person hervor: „Und niemand sonst“.
- Ich werde morgen ins Kino gehen – hebt die Tatsache hervor: „Und niemand hält mich davon ab“.
- Ich werde morgen ins Kino gehen – hebt den Zeitpunkt hervor: „Und nicht heute“.
- Ich werde morgen ins Kino gehen – hebt die Tätigkeit vor Ort hervor: „Und nicht zum, um davor stehen zu bleiben“.
- Ich werde morgen ins Kino gehen – hebt den Ort hervor: „Und nicht in die Schule“.
- Ich werde morgen ins Kino gehen – hebt die Tätigkeit hervor: „Und nicht fahren“.

Hier kann durch eine Betonungsnuance eine Bedeutungsnuance erzielt werden.

## Farbnuance
Zeitliche Farbnuancen durch Beleuchtungsänderung nimmt man kaum wahr. So passt sich das Auge an Beleuchtungsänderungen an. Dagegen kann man Farbnuancen in einer Fläche leicht als Flecken erkennen, zumindest wenn sie scharfe Übergänge haben.